# Raïon de Kamianske
Le raïon de Kamianske (en ukrainien : Кам'янський район) est un raïon (district) dans l'oblast de Dnipropetrovsk en Ukraine.
Avec le réforme administrative de 2020, le raïon a été créé en absorbant ceux de Verkhnodniprovsk, Krynytchky, Piatykhatky.

## Lieux d'intérêt

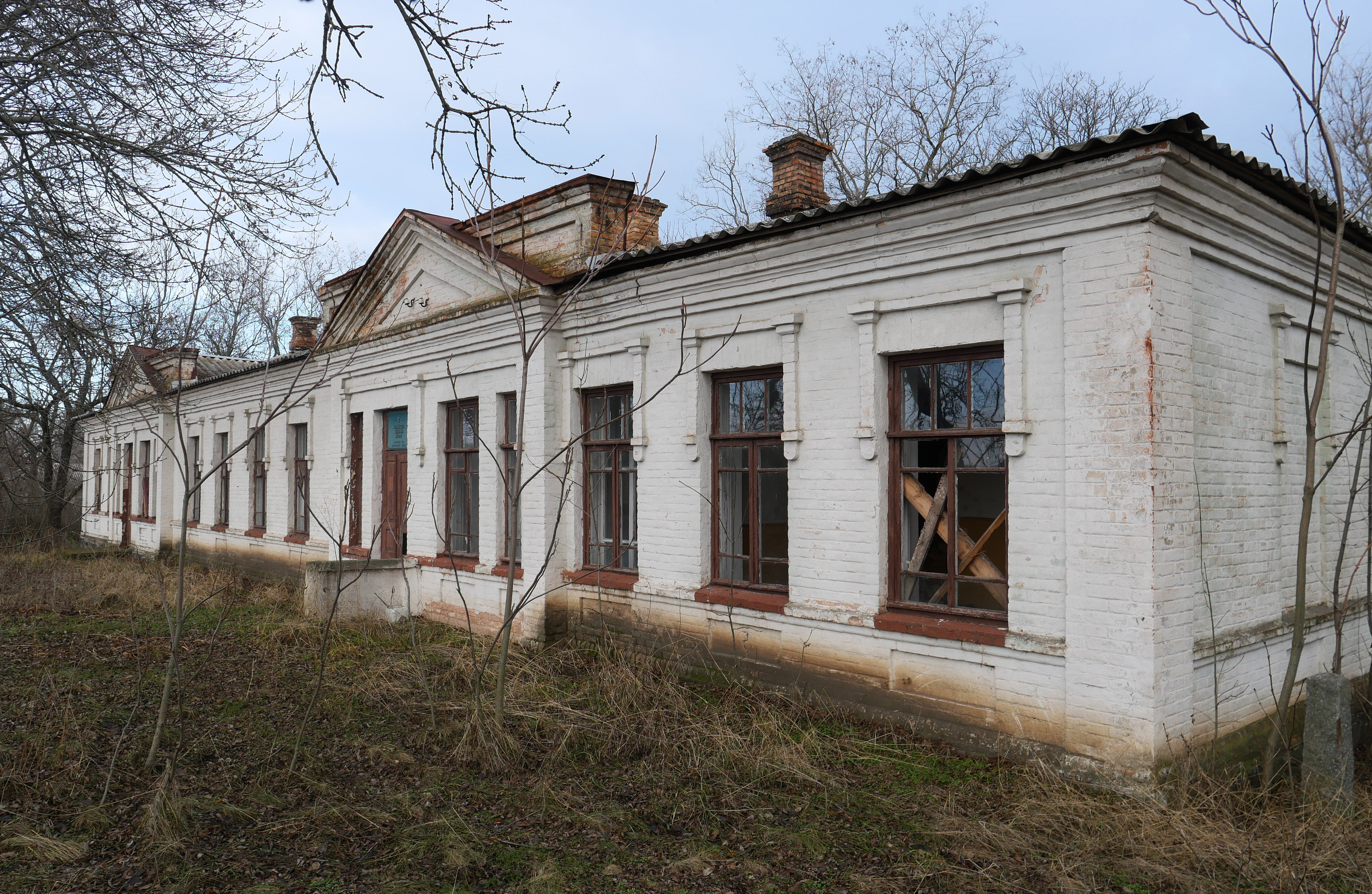
L'hôpital d'Adamivka, classé[1],
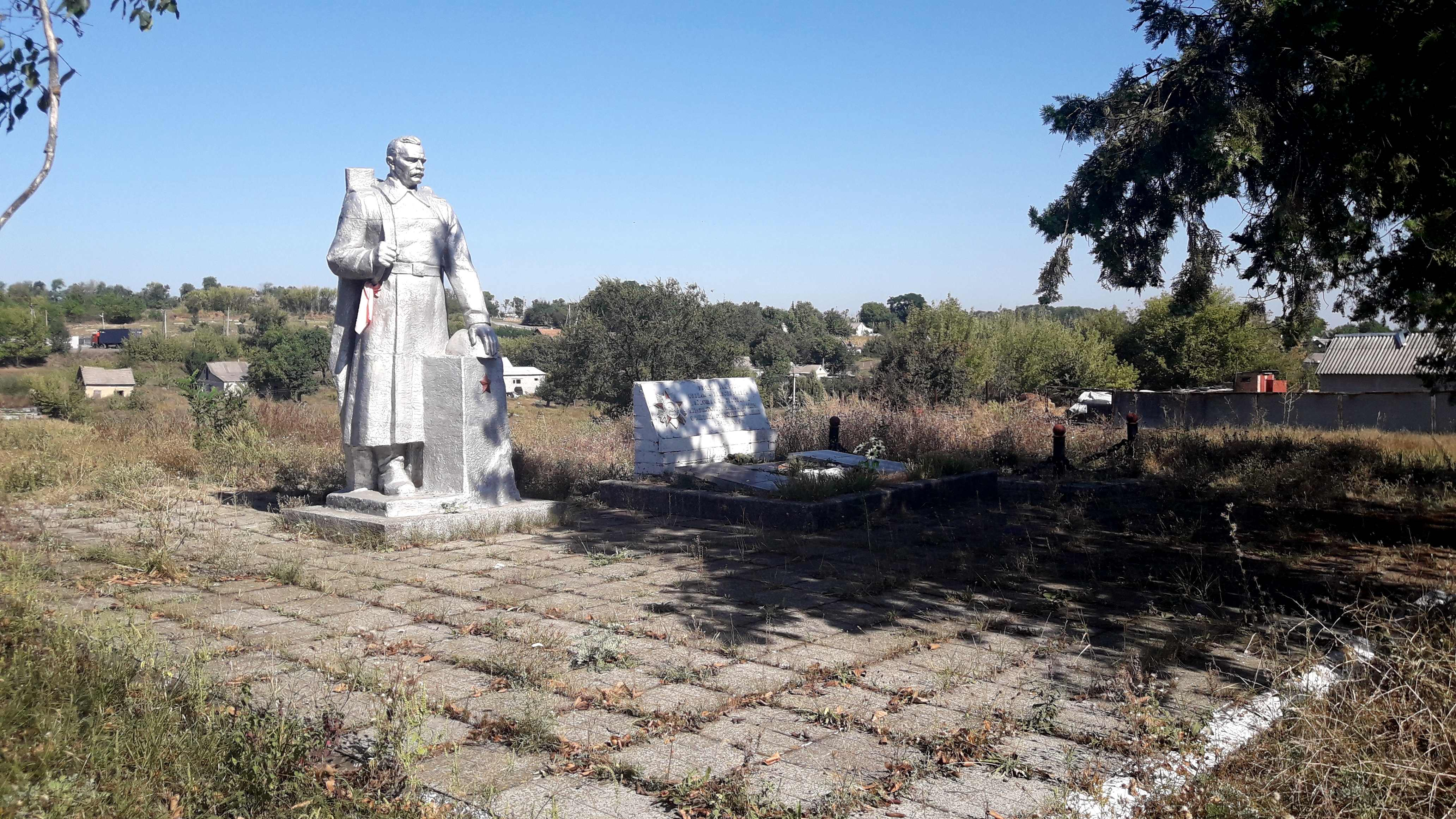
mémorial de la seconde guerre mondiale de Chernovi-Yar, classé[2],
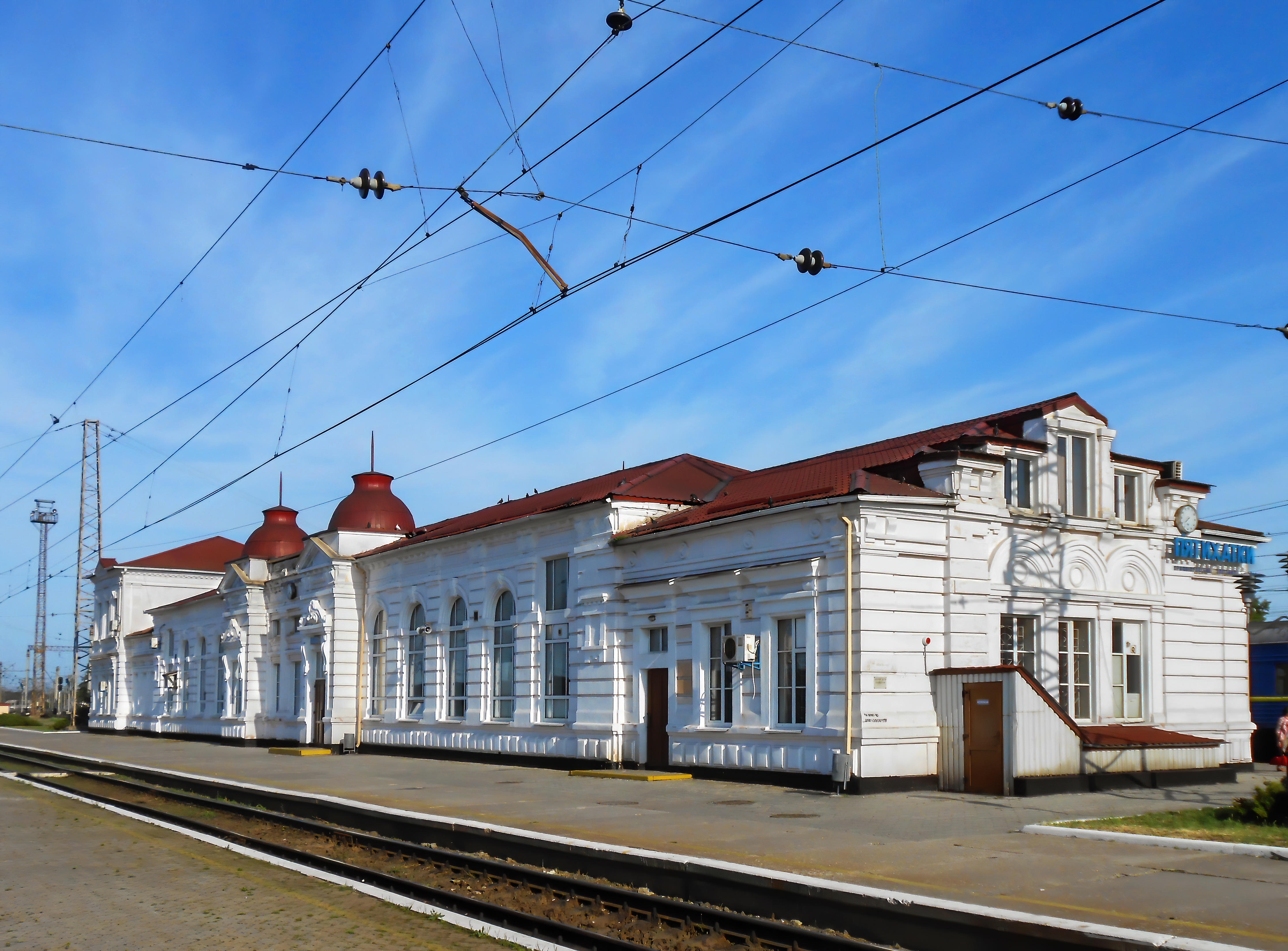
gare de Pyatykhatky, classé[3].
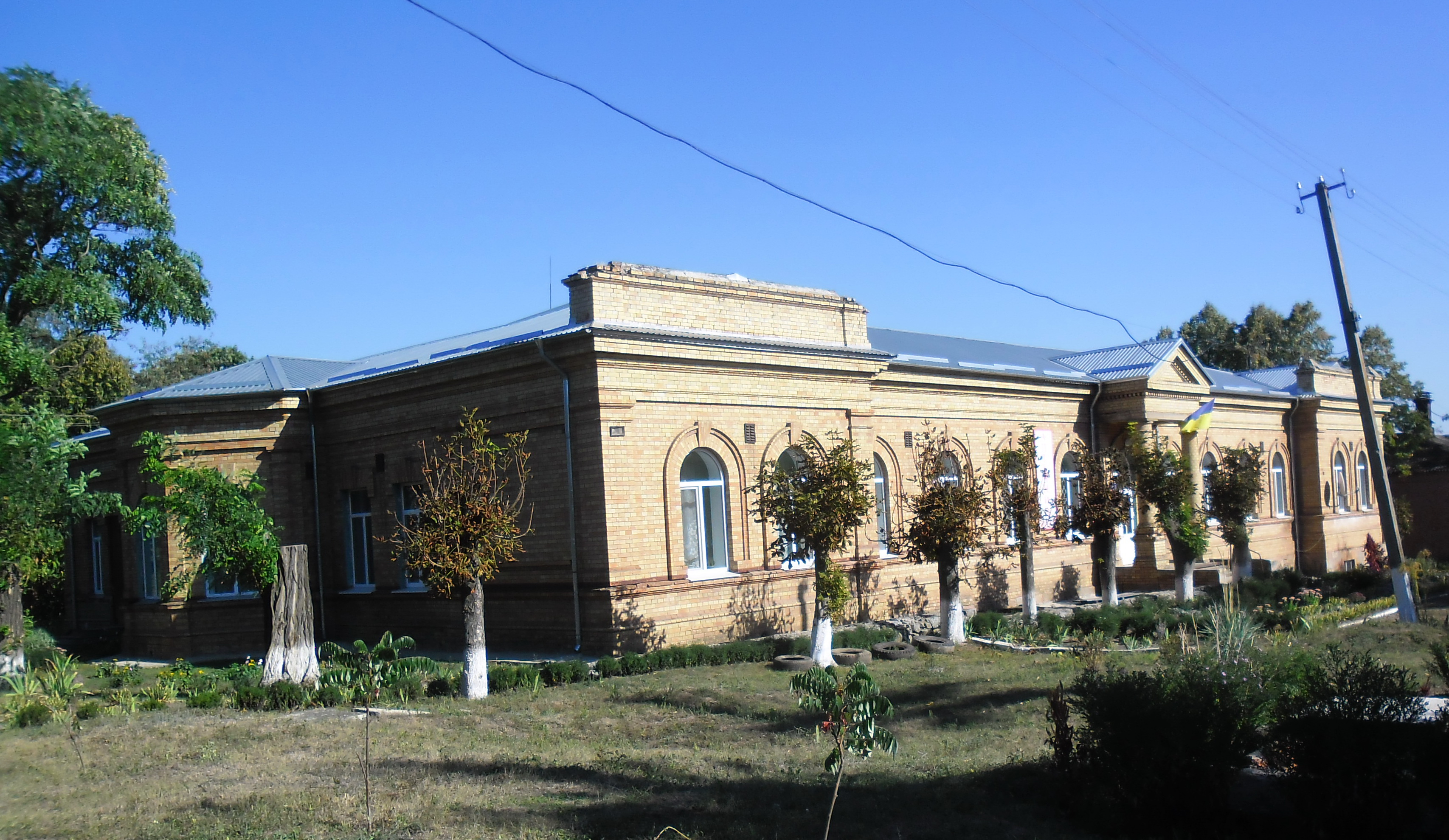
l'hôpital de Saksagan, classée[4],
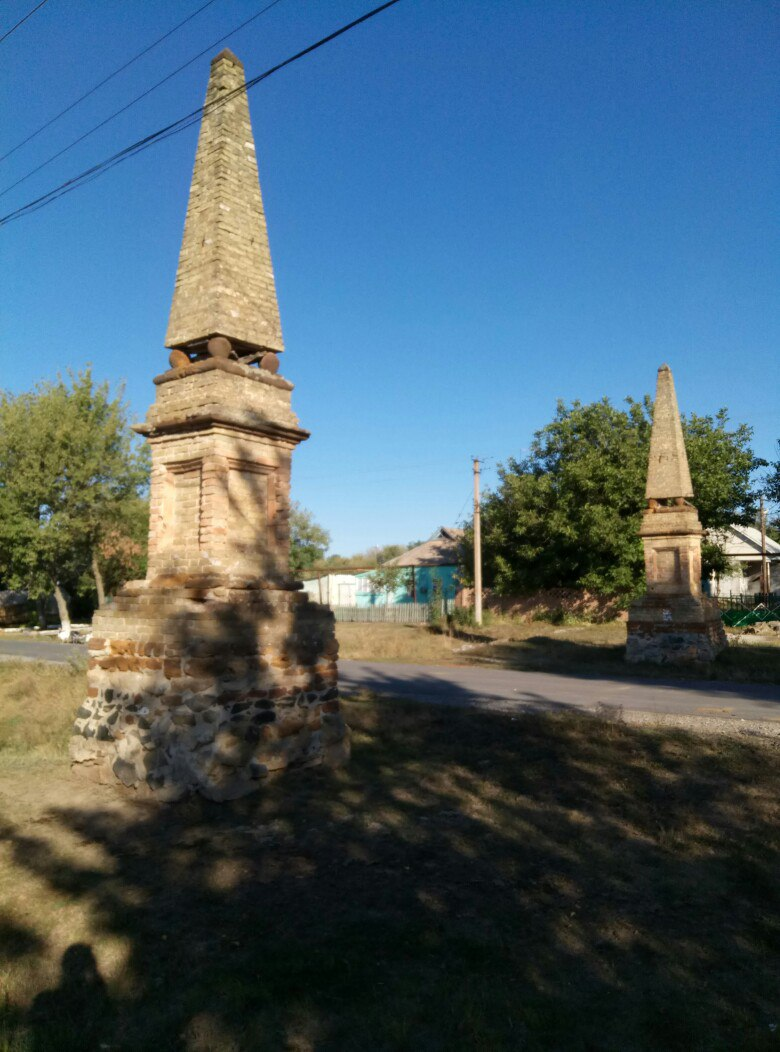
porte de Catherine de Dolynske, classée[5],
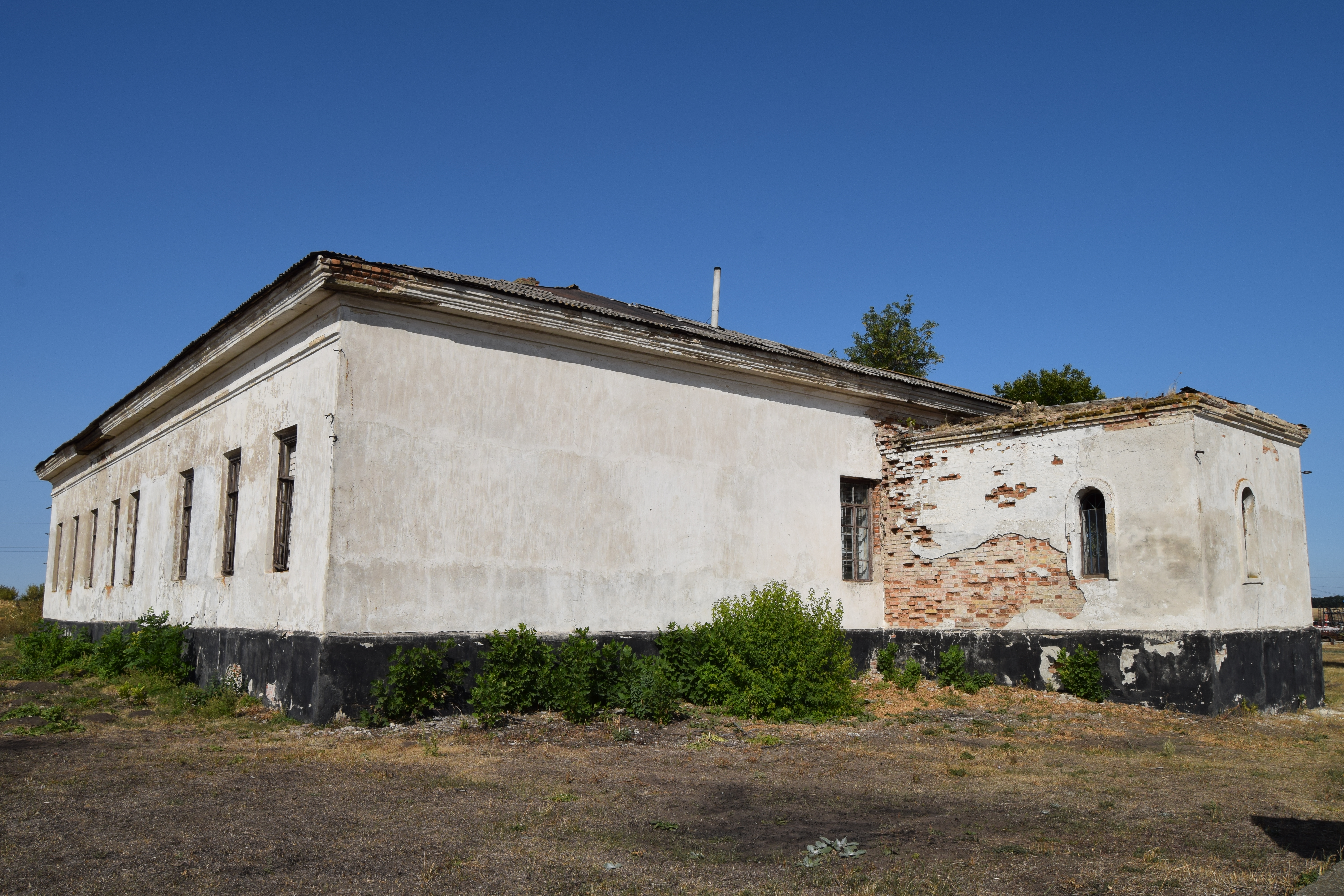
Manoir d'Olexander Paul, classé[6],
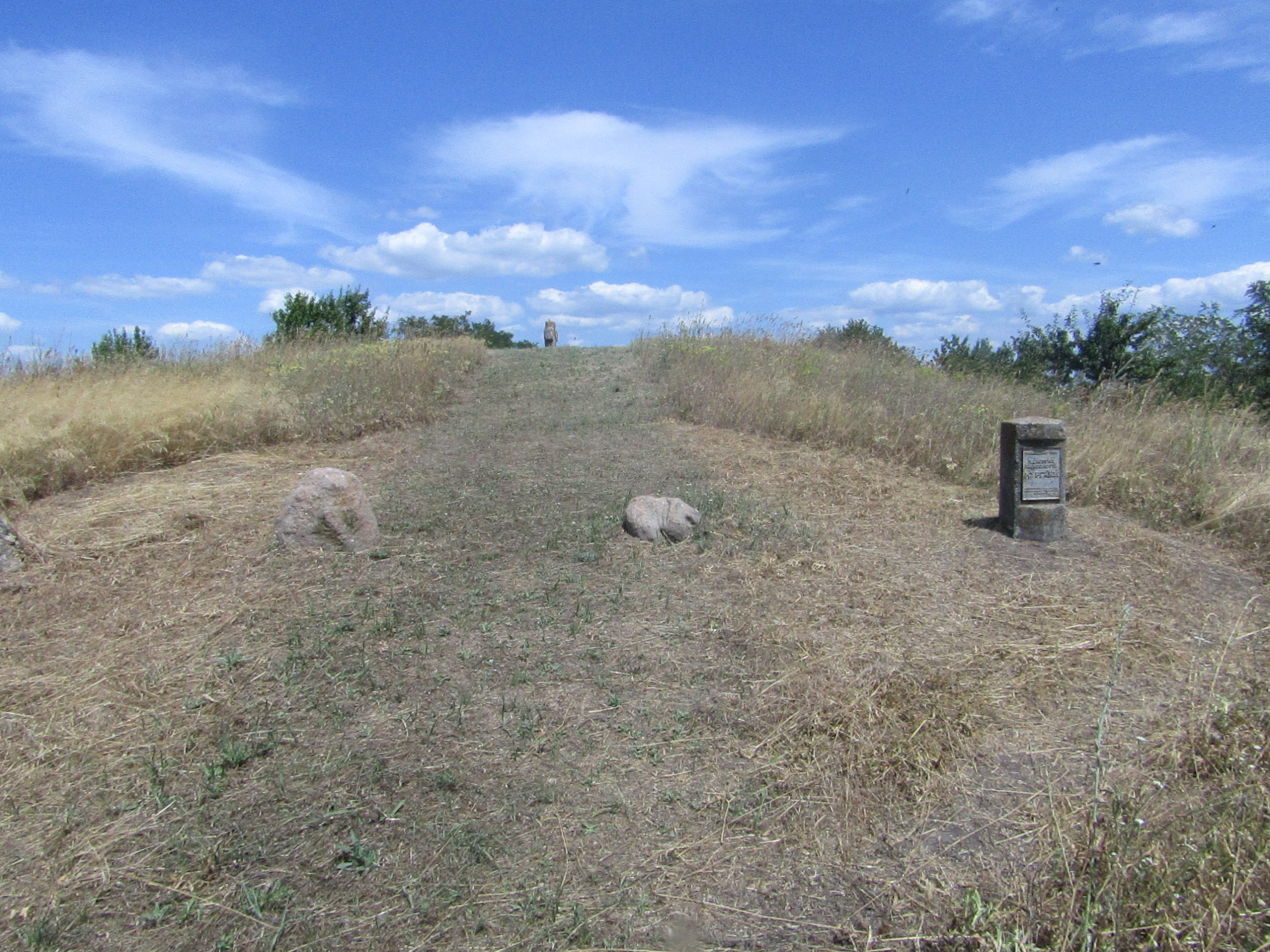
kourgan classé[7].